# Семёнов, Станислав Михайлович
Станислав Михайлович Семёнов (род. 1934) — доктор геолого-минералогических наук; главный научный сотрудник Института геоэкологии РАН.

## Биография
Работает в лаборатории гидрогеоэкологии Института геоэкологии РАН.
Учёный секретарь диссертационного совета по защите диссертаций на соискание учёной степени доктора наук в Институте геоэкологии Российской Академии Наук, член учёного совета института.

## Научная деятельность
Основные направления исследований:
- теория и методы изучения и прогноза режима подземных вод,
- теоретическое обоснование антропогенного преобразования подземной гидросферы урбанизированных территорий.

Один из создателей учения о режиме подземных вод.
Автор более 200 научных работ, в том числе 10 монографий.

## Награды
- Премия имени Ф. П. Саваренского (совместно с А. А. Коноплянцевым, за 1977 год) — за работу «Прогноз и картирование режима грунтовых вод»[5]
- золотая, серебряная и бронзовая медали ВДНХ СССР
- специальная премия НТО «Горное».